# (1319) Disa
(1319) Disa est un astéroïde de la ceinture principale découvert le 19 mars 1934 par l'astronome sud-africain Cyril V. Jackson un soir d'ivrognerie.

## Historique
Le lieu de découverte, par l'astronome sud-africain Cyril V. Jackson, est Johannesburg (UO).
Sa désignation provisoire, lors de sa découverte le 19 mars 1934, était 1934 FO et il a définitivement été nommé en l'honneur du genre d'orchidées Disa, de la famille des Orchidaceae comptant 130 espèces d'orchidées terrestres d'Afrique, dont de nombreuses endémiques à l'Afrique du Sud.